# Liste der Baudenkmäler in Kierspe
Die Liste der Baudenkmäler in Kierspe enthält die denkmalgeschützten Bauwerke auf dem Gebiet der Stadt Kierspe im Märkischen Kreis in Nordrhein-Westfalen (Stand: Juli 2020). Diese Baudenkmäler sind in der Denkmalliste der Stadt Kierspe eingetragen; Grundlage für die Aufnahme ist das Denkmalschutzgesetz Nordrhein-Westfalen (DSchG NRW).

## Denkmäler
| Bild                              | Bezeichnung                                                                    | Lage                                                                             | Beschreibung | Bauzeit                                                                                   | Eingetragen seit | Denkmal- nummer |
| --------------------------------- | ------------------------------------------------------------------------------ | -------------------------------------------------------------------------------- | --- | ----------------------------------------------------------------------------------------- | ---------------- | --------------- |
| weitere Bilder                    | Margarethenkirche Kierspe, evangelische Pfarrkirche Kierspe                    | Kirchplatz Karte                                                                 | Schlichter einschiffiger Rechteckbau mit Westturm und flachem Chor. Ursprünglich dreischiffige gotische Halle, Ende 18. Jh. zu einer Saalkirche mit Spiegeldecke umgebaut. Westturm 19. Jh. – Sechsseitiger Taufstein, Anfang 13. Jh.; rheinischer Typ | Ende 18. J.; Turm 19. J.                                                                  | 05.03.1985       | 1               |
| weitere Bilder                    | Servatiuskirche, evangelische Pfarrkirche, spätromanisch und bez. 1768         | Rönsahl Kirchstraße Karte                                                        | Schlichter einschiffiger Rechteckbau, mit spätromischem Westturm. Barockisierende Haube 1897. – Ausstattung der Erbauungszeit, 1948-1950 neugefasst. Bemerkenswerter Kanzelorgelprospekt in den Formen des bergischen Rokoko | Ersterwähnung 1250; durch Dorfbrand 1766 zerstört, 1768 Wiederaufbau.                     | 05.03.1985       | 2               |
| weitere Bilder                    | Ölmühle                                                                        | Rönsahl Oelmühle Karte                                                           | Das Gebäude wurde 1900 durch die heutigen Inhaber ab Erdgeschoss abgetragen und zweigeschossig in Fachwerkbauweise wiederhergestellt. Es ist ein dreiachsiges Wohnhaus im Bergischen Stil mit einer gut erhaltenen Außenverschieferung (Verschieferung schuppen- oder biberschwanzartig). Unterhalb des Weges liegt im Bereich des Kellerwerkes aus Bruchstein ein gemauerter Dümpel mit einem Metallwasserrad. Im Anschluss an das Gebäude befindet sich ein landwirtschaftliches eingeschossiges Gebäude, welches teilweise eine angestrichene Holzfassade im oberen Teil hat | um 1900                                                                                   | 06.03.1985       | 3               |
| weitere Bilder                    | Villa                                                                          | Rönsahl Hauptstraße 10 Karte                                                     | Kaiserzeitlicher zweigeschossiger Kubus unter Flachwalm – schiefergedeckt – mit nachklassizistischem Stuck, Tondi und Tafeln mit Stuckreliefs. Polygonaler Vorbau im Erdgeschoss. Eingang im Vorbau links. In tiefen Hausgarten. | vor 1900                                                                                  | 05.03.1985       | 4               |
| weitere Bilder                    | Reidemeisterhaus Voswinkel                                                     | Jubachweg 4 Karte                                                                | Herrschaftliches frühklassizistisches Satteldachgiebelhaus aus Bruchstein, schlicht verputzt in zwei Geschossen und zu fünf Achsen mit Oberlichtportal, dessen Füllung mit Rocaillen, davor an geradläufiger, reicher Freitreppe schlichte Sitzbänke. Giebelschild mit Schindeln im Zierverband. Von erheblicher Tiefe in acht Achsen teils vergitterter Fenster in Sandsteingestellen und mit rückwärtigem, vier Achsen tiefen Vorbau. |                                                                                           | 06.03.1985       | 5               |
| weitere Bilder                    | Amtshaus, „Alte Post“                                                          | Rönsahl Kirchstraße/Hauptstraße 55 Karte                                         | Nobles zweigeschossiges, fünfachsiges Krüppelwalmdachtraufenhaus des Frühklassizismus mit Fronton, darin querovaler Okulus mit Schliefenkranz. Hölzernes Portalgestell mit dorischen Pilastern, Oberlicht und zweiflügelige Kassettentür. Ionisches Kranzgesimse. Vier Achsen schlichter Faschenfenster tief. | 1805                                                                                      | 05.03.1985       | 7               |
| weitere Bilder                    | Reck- und Breitehammer, Gießerei Schwanke                                      | Mühlenschmidthausen Karte                                                        | Bruchsteingebäude mit Backsteinergänzungen, mehrfach umgebaut, mit eisernem Wasserrad. |                                                                                           | 11.12.1984       | 8               |
| BW                                | Ehemaliges Pfarrhaus                                                           | Auf dem Busch 1 Karte                                                            | Zweigeschossiges frühklassizistisches Walmdachtraufenhaus in 3 × 2 Achsen mit Mitteleingängen auf der Front der Rückseite. Schieferdach in altdeutscher Deckung. Der Baukörper schlicht verputzt. | 1770, Umbau 1807                                                                          | 05.03.1985       | 9               |
| weitere Bilder                    | Ehemaliges Pfarrhaus                                                           | Rönsahl Hauptstraße 58 Karte                                                     | Nobles, kolossal gegliedertes, neubarockes Pfarrhaus als eingeschossiges Mansardendachtraufenhaus mit Mittelrisalit unter Tronton. Toskonisches Säulenportal auf der mittleren der fünf Achsen mit gesprengtem Volutengiebel und Inschriftplatte aus älterem Bestand. Das Gebäude zwei Achsen tief. Sämtliche Fenster mit Schlagläden. Inder Wiederbelebung und unter dem Einfluss des bergischen Baustils entstanden. | schon 1625 erwähnt, 1766 und 1913 niedergebrannt und 1914 in heutiger Form neu errichtet. | 05.03.1985       | 10              |
| weitere Bilder                    | Bürgerhaus                                                                     | Rönsahl Hauptstraße 59 Karte                                                     | In einem Garten gelegenes zweigeschossiges nachklassizistisches Bürgerhaus zu sechs Achsen unter Satteldach. Stuckdekoration aus den 1890ern. Architravierte Fenster, aufgekröpftes Gurtgesims, Kranzgesims im Zahnschnitt um 1820. Anbauten rechts und links |                                                                                           | 05.03.1985       | 12              |
| weitere Bilder                    | Fabrikantenhaus Villa Elbers, „Neue Mosel“                                     | Rönsahl Meienbornstraße 2 Karte                                                  | In einem großen Garten gelegenes zweigeschossiges Bürgerhaus des Rokoko zu fünf Achsen unter schiefergedecktem Walmdach. Großes Zwerchhaus mit geschweiftem Giebel auf der Mittelachse. Der Mitteleingang mit schönem Türgestell über geradläufiger Freitreppe mit qualitätsvollem klassizistischem Gitter. Die linke Giebelseite mit Treppenhausanbau und Eingang, die rechts zur Hauptstraße ebenfalls fünfachsig gegliedert ist. | um 1780                                                                                   | 05.03.1985       | 13              |
| weitere Bilder                    | Bürgerhaus                                                                     | Rönsahl Hohler Weg 3 Karte                                                       | Dreiachsiges frühklassizistisches Satteldachgiebelhaus mit architraviertem Oberlichtgestell und zweiflügeliger Kassettentür. Gewölbekeller, Obergeschoß in Schiefer, Erdgeschoss in Massivbauweise | 1766 beim gr. Dorfbrand niedergebrannt und nach erneutem Brand 1848 wiedererrichtet.      | 05.03.1985       | 14              |
| weitere Bilder                    | Türarchitrav                                                                   | Rönsahl Hauptstraße 41, an der Stadtsparkasse - Parkplatzseite Karte             | Wappenstein ehemals über der Tür des Richter-Hauses „zur Mosel“, welches zugunsten des Sparkassenneubaus abgebrochen wurde. Es ist das Wappen des Johann Heinrich von den Berkens, verheiratet mit Agneta Cronenberg, Tochter des Lüdenscheider Gerichtsschreibers und Bürgermeisters Eberhard Cronenberg. | 1661                                                                                      | 05.03.1985       | 15              |
| weitere Bilder                    | Doppelhaus Aschenberg-Schäfer                                                  | Rönsahl Kirchstraße 1 und 3 Karte                                                | Am Haus Kirchstraße 3 ungewöhnlich reicher Fachwerkgiebel, wohl 17. Jh. Die Traufenseite desselben Hauses mit flachem Stuck des späten Neubarocks und mit ionischem Kranzgesims, als Doppelhaus in fünfachsiger Gliederung |                                                                                           | 05.03.1985       | 16              |
| BW                                | Relais Herrstraße 10                                                           | Heerstraße 10 Karte                                                              | Strenges klassizistisches Satteldachgiebelhaus, der Giebelschild verbrettert. Zweigeschossige fünfachsige Fassade mit Mitteleingang über geradläufiger Freitreppe und Zuweg mit Stützmauer. Am Hause der Damm der sog. Napoleonstraße, der heutigen Heerstraße in ihrem alten Verlauf. hist. Innenausstattung auch unter Schutz. | vor 1880                                                                                  | 05.03.1985       | 17              |
| weitere Bilder                    | Wienhagener Aussichtsturm                                                      | Auf dem Wienhagen Karte                                                          | Neoklassizistischer Turm auf quadratischem Grundriss aus Beton mit schlichten rechteckigen Fensteröffnungen. Über der Tür die Inschrift: „Wanderer gedenkt der Gefallenen 1914-1918“. Brüstung der Aussichtsplattform leicht auskragend auf Konsolfries |                                                                                           | 05.03.1985       | 18              |
| weitere Bilder                    | Kriegerehrenmal                                                                | Kirchplatz Karte                                                                 | Bronzener Löwe, einen Stahlhelm auf Lorbeerkranz bewachend auf neoklassizistischem Sockel aus Gußstein mit Schriftfeld. Auf der Rückseite Bronzetafel mit den Namen der Gefallenen. | nach 1925                                                                                 | 05.03.1985       | 19              |
| weitere Bilder                    | Kriegerehrenmal                                                                | Kirchplatz Karte                                                                 | Nachklassizistische Säule auf quadratischem Sockel. Die toskanische Säule mit Inschrift im Schaft, palmettenverziertem Kapitell und aufsitzendem Adler. Der Sockel mit Flachgiebeln und Palmettenakroteren. An allen vier Seiten Inschrifttafeln aus weißem Marmor. | 1870/71 bzw. 1876                                                                         | 05.03.1985       | 20              |
| weitere Bilder                    | „Haus vor dem Isern“, Gutshof                                                  | Rönsahl Vor dem Isern 1 Karte                                                    | Auf alter Stelle und im historischen wie baulichen Zusammenhang mit der Kirche der malerisch ausgestaltete, vom Jugendstil in seinen barock-historisierenden Einzelformen beeinflusste, herrschaftliche Flügelbau der Großkaufleute Vosswinckel vor dem Isern, zweigeschossig unter Satteldächern. Klare Stuckzier auf Rauputz. Pfannendach mit weitem Überstand und hölzernen Antefixen. Barockisierende Stuckkartuschen mit bürgerlichen und dem märkischen Wappen. Türgestelle leicht stichbogig und mit reichen Füllungen. | 1902                                                                                      | 16.01.1985       | 22              |
| weitere Bilder                    | Brunnen vor dem Isern                                                          | Rönsahl Vor dem Isern 1 Karte                                                    | 9 m tiefer Brunnen, gemauert aus Grauwacke; Konstruktion aus Eichenholz; achteckiges Schirmdach mit altdeutscher Schieferdeckung. | wiederhergestellt 1952                                                                    | 16.01.1985       | 23              |
| weitere Bilder                    | Friedhofskapelle Kierspe                                                       | Büscherweg Karte                                                                 | Friedhofskapelle, jugendstilhafter Saal mit Strebepfeilern, eingezogenen 5/8 Chorschluss und Esonarthex am Ende einer Allee. | bez. 1911                                                                                 | 21.02.1986       | 24              |
| weitere Bilder                    | Grabmal Engstfeld                                                              | Friedhof                                                                         | geborstene Säule auf klass. Piedestal |                                                                                           | 21.02.1986       | 25              |
| weitere Bilder                    | Grabmal Müller (gest. 1850)                                                    | Friedhof                                                                         | Geborstene Säule auf klassischem Piedestal bez. H. Krämer fec. Herdecke | ca. 1850                                                                                  | 21.02.1986       | 26              |
| weitere Bilder                    | Grabmal Reininghaus (gest. 1857)                                               | Friedhof                                                                         | Neugotische Fiale mit Vasenaufsatz | ca. 1857                                                                                  | 21.02.1986       | 27              |
| weitere Bilder                    | Grabmal Rövenstrunk                                                            | Friedhof                                                                         | Neubarocke Stele mit Vasenaufsatz | um 1900                                                                                   | 21.02.1986       | 28              |
| weitere Bilder                    | Eingangstor zum Friedhof                                                       | Büscherweg                                                                       | Klassizistisches Tor in Pfeilern mit kurvigem Lanzengittertor im Bezug von Kapelle und Allee |                                                                                           | 21.02.1986       | 29              |
| weitere Bilder                    | Grabmale auf aufgelassenem Friedhof um Kirche in Rönsahl                       | Rönsahl Kirchstraße Karte                                                        | 1) Grabstein (um 1850), neugotisch; 2) Doppelgrabstein Hoelenbock (E. 17. Jh.); 3) Doppelgrabstein Wolters (gest. 1679), barock mit Radzier; 4) Grabstein Kramers (gest. 1686), schlichte Platte, Zierate wohl entfernt | 1679 / 1686 / E. 17. J. / ca. 1850                                                        | 21.02.1986       | 30              |
| weitere Bilder                    | Brennerei                                                                      | Rönsahl Hauptstraße 23 Karte                                                     | Bruchsteinbau, Giebelseite Ladeöffnungen mit Kranbalken, achtseitiger Schornstein. Denkmal ist im Januar 2008 in Privatbesitz übergegangen. Unter dem Namen „Historische Brennerei Rönsahl“ erfolgt eine Nutzung als Dorfgemeinschaftshaus und historisches Museum.(S. 2) | 1853                                                                                      | 21.02.1986       | 31              |
| weitere Bilder                    | Fabrikantenhaus                                                                | Rönsahl Hauptstraße 25 Karte                                                     | Ehemaliger Hof Haase. Zweigeschossiges klassizistisches Bürgerhaus als Krüppelwalmtraufenhaus zu fünf Achsen mit Mittelrisalit unter Flachgiebel und Mitteleingang über repräsentativer Freitreppe. Rundbogenportal mit schöner Tür und geschweiftem Balkon darüber, ebenfalls mit Rundbogentür. Die Rechteckfenster im Erdgeschoss mit Architrav und gerader Verdachung, im Obergeschoss mit Schlusssteinen. Kräftiges Kranzgesims mit Zahnschnittfries, als Schräggesims auch am Flachgiebel der drei Achsen tiefen Giebelwände, Giebelschilder in Schiefer. | Erbaut um 1840, umgebaut nach 1870.                                                       | 21.02.1986       | 32              |
| weitere Bilder                    | Bürgerhaus                                                                     | Rönsahl Hauptstraße 9 Karte                                                      | Klassizistisches Fabrikantenhaus, nobles Satteldachtraufenhaus, zweigeschossig in sieben Achsen, strenge Stuckzier mit einer Doppelreihe halbkreisförmiger Gauben. Das Oberlichtürgestell mit seiner Kassettentür über geradläufiger Freitreppe. Ionisches umlaufendes Kranzgesims. In weitläufigem Landschaftsgarten. | nach 1820                                                                                 | 21.02.1986       | 33              |
| weitere Bilder                    | Ehrenmal Rönsahl                                                               | Rönsahl Karte                                                                    | |                                                                                           | 21.02.1986       | 34              |
| BW                                | Ehrenmal Kierspe-Bahnhof                                                       | Kölner Straße Karte                                                              | |                                                                                           | 21.02.1986       | 35              |
| weitere Bilder                    | Relief am Hause Strombach                                                      | Rönsahl Hauptstraße 47 Karte                                                     | |                                                                                           | 21.02.1986       | 36              |
| weitere Bilder                    | Steinkreuz                                                                     | Rönsahl Dorn 1 Karte                                                             | Die Inschrift des steinernen Kreuzes (95 cm hoch/86 cm breit), das Anf. des 19. J. in die Hauswand eingelassen wurde, berichtet vom Mord an Hans aus Dorn, seinen Söhnen Meus und Peter, seiner Schwiegertochter und zwei Dienstmägden am 25. Februar 1606. | bez. 1606                                                                                 | 21.02.1986       | 37              |
| Haus Rhade auf der Volme          | Haus Rhade auf der Volme                                                       | Haus Rhade, Abzw. Mühlenweg an der B54 ca. 100 m südl. v. Bollwerkstraße 2 Karte | 1003 als Oberhof und Schenkung Heribert v. Köln erstgenannt, bei der Abtei Deutz unter der Vogtei der Grafen von Altena. Offenhaus. Namensgleich mit Radevormwald und Neuenrade. 1434 an Rütger von Neuhoff, Droste zu Lüdenscheid, 1534 beim Stift Deutz, in den 1570ern an die v. Hatzfeld zu Crotborf, 1617 Verkauf an v. Heiden zu Schönrad mit anschließenden baulichen Erneuerungen ab 1647, wie in Mauerinschrift im ehem. erniedrigten Eckturm an alter Stelle bez. Kernbau etwas jünger und mit dem Allianzwappen v. Heiden-Quadt v. Laudskron (vor 1724). Ab 1725 beim Generalpostmeister v. Holtzbrinnk, durch Erbe an Lent (ab 1742), Niehoff aus Dülmen (ab 1910) und schließlich an die Düsseldorfer Fabrikanten Schwietzke (ab 1916). Ab 1920 Umbauten durch den Düsseldorfer Regierungsbaumeister Ernst Stahl. Wasseranlage auch ursprünglich auf nur einer Insel. Der Landschaftsgarten mit großen Weihern allmählich in die ungeformte Natur übergehend. | ab 1003, im Wesentlichen nach 1647                                                        | 27.11.1986       | 39              |
| weitere Bilder                    | Altes Amtshaus                                                                 | Friedrich-Ebert-Straße 380 Karte                                                 | |                                                                                           | 22.07.1988       | 44              |
| weitere Bilder                    | Schleipe Hammer (auch: Schleiper Hammer) mit Teich sowie Ober- und Untergraben | Ortsteil Schleipe Schleiper Weg 3 Karte                                          | |                                                                                           | 23.11.1992       | 45              |
| weitere Bilder                    | Stein mit Inschrift                                                            | Friedrich-Ebert-Straße 348 Karte                                                 | Stein mit barocker Inschrift und bürgerlichem Wappen über dem schlichten Türgestell. |                                                                                           | 20.01.1988       | 46              |
| weitere Bilder                    | Grenzstein Rönsahl                                                             | vor Hauptstraße 10, an B 237 Grenze zwischen Westfalen und Rheinland Karte       | Inschriften: R(egierungs)b(ezirk) Arnsberg - Grenze - R.B. Cöln; der um 1815 aufgestellte Grenzstein markiert die Grenze zw. Westfalen und der ehem. Rheinprovinz, die nach den Befreiungskriegen 1813–15 an Preußen fielen und neu geordnet wurden. | ca. 1815                                                                                  | 22.07.1988       | 47              |
| weitere Bilder                    | Korn-Mühle - Rhader Mühle - (zum Anwesen Haus Rhade gehörend)                  | An der B 54 liegend neben der Gaststätte Rhadermühle Karte                       | Neben der Gaststätte „Rhader Mühle“ liegt eine ehemalige Kornmühle. Es handelt sich um eine zum Anwesen „Haus Rhade“ gehörende ehemalige Zwangsmühle. Das Gebäude selbst ist stark unterhaltungsbedürftig. Wasserzu- und -abläufe sind noch vorhanden – die Verbindung des Obergrabens zur Volme besteht jedoch nicht mehr. Im Gebäude selbst sind von den ehemals 3 Mahlgängen noch vorhanden: Welle und Getriebe zum Wasserrad, 1 Mahlgang, 1 Backofen. |                                                                                           | 14.03.1989       | 48              |
| weitere Bilder                    | Teich an der Schleipe oberhalb Bungenroth                                      | Schleiper Weg bis Bungenrodt 2, 150 m östlich Karte                              | Bevorratungsteich für den Betrieb der Turbine im Schleipe-Hammer. Der Teich gehörte zum Hammer. |                                                                                           | 07.09.1989       | 49              |
| weitere Bilder                    | Reidemeisterhaus Schriever                                                     | Schleipe 1 Karte                                                                 | Das Reidemeisterhaus gehört mit zum Schleipe-Hammer. Das Haus hat sein charakteristisches Aussehen mit einem eindrucksvoll verschieferten Giebel weitgehend bewahrt |                                                                                           | 23.11.1992       | 53              |
| BW                                | Altes Küsterhaus                                                               | Friedrich-Ebert-Straße 333 Karte                                                 | Eines der ältesten Häuser im Stadtteil Dorf |                                                                                           | 12.06.1990       | 54              |
| weitere Bilder                    | Altes Pfarrhaus                                                                | Büscherweg 24-26 Karte                                                           | Das alte Pfarrhaus wurde als Doppelpfarrhaus erbaut und prägt das Dorfbild am Rande des Friedhofs nachhaltig. | ca. 1905                                                                                  | 12.06.1990       | 55              |
| BW                                | Gasthaus Dorfschänke                                                           | Friedrich-Ebert-Straße 345/Ecke Schmiedestraße Karte                             | Giebelständiges Krüppelwalmdachhaus, 1910 erbaut vom Fuhrunternehmer und Gastwirt Adolf Vollmann. An den Traufseiten wird das Dach oberhalb der Mittelachse jeweils von einem Dachhäuschen durchbrochen. Das Gebäude ist in den Außenmauern massiv aufgebaut, die Innenwände als Fachwerkkonstruktion. Die ursprüngliche Grundrisseinteilung nahezu erhalten. Im Erdgeschoss sind noch die historischen Türen vorhanden. Direkt gegenüber der Kirche gelegen bildet es einen besonders wichtigen städtebaulichen Akzent. |                                                                                           | 27.02.1991       | 56              |
|                                   | Ehemaliges Feuerwehrgerätehaus Vollme-Beckinghausen                            | Beckinghausen 8                                                                  | Es ist das letzte bekannte und noch vorhandene Feuerwehrgerätehaus in dieser Größenordnung. |                                                                                           | 18.12.1995       | 57              |
| weitere Bilder                    | Haus Isenburg                                                                  | Isenburg 1 Karte                                                                 | Das 1894 auf alter Hofstelle errichtet und 1923 erweiterte sog. Herrenhaus ist bedeutend für die Geschichte der heutigen Stadt Kierspe; für seine Erhaltung und Nutzung liegen wissenschaftlich-architekturgeschichtliche Gründe vor, da es sich um ein wichtiges Zeugnis historischer Profanarchitektur auf dem Lande handelt. Insbesondere hervorzuheben sind die Fassade, das Dachwerk sowie die Grundelemente der Konstruktion (Balkenlagen), einige alte Türen im Wohnteil, die Stuckierung im Wohnzimmer und die Treppe einschließlich Bleiverglasung im Treppenhaus. | 1894, erweitert 1923                                                                      | 19.08.1997       | 58              |
| Katholische Pfarrkirche St. Josef | Katholische Pfarrkirche St. Josef                                              | Glockenweg 4 Karte                                                               | 1959–61 errichtete der Kölner Architekt Gottfried Böhm die Pfarrkirche St. Josef in Kierspe. Die gesamte Anlage – Kirche, Sakristei und Pfarrhaus – ist in ein Rechteck eingeschrieben, das nur vom Chor der Kirche und einer „Auslucht“ des Pfarrhauses durchbrochen wird. Die rundum geschlossene Anlage kann nur durch das mit einem zweiflügeligen, schmiedeeisernen Gitter versehene Portal betreten werden. | 1959–61                                                                                   | 11.05.2004       | 59              |
| BW                                | Lindenalleen                                                                   | Friedhof Büscherweg Karte                                                        | Der vom Friedhofstor auf die Kapelle zuführende Weg ist ebenso wie der Querweg von alten Lindenbäumen gesäumt, die gegenständig gepflanzt wurden und einen Pflanzabstand in der Reihe von ca. 6 Metern aufweisen. Die Alleen sind prägende Bestandteile des Friedhofs, der 1827 angelegt wurde, als die Bestattungen auf dem Friedhof an der Margarethenkirche endeten. | 1827                                                                                      | 16.01.2017       | 60              |
|                                   | Gefallenenfriedhof                                                             | Friedhof Büscherweg                                                              | Bei dem Ehrenfriedhof handelt es sich um einen in das Gelände eingetieften Platz, der mit einer an der Ost- und Südseite verlaufenden Natursteinmauer, die das höherliegende Gelände abfängt, eingefasst ist und der von einer Treppe in der südlichen Ecke erschlossen wird. Gegenüber befindet sich auf einem grob behauenen Sockel ein rechteckiger Steinbock, der an einen antiken Sarkophag erinnert. Auf der südlichen Schmalseite ein Relief mit Waage, Sichel, Pfeil und Bogen sowie Schwert aufweist, gegenüber ein Kreuz, das von einem Stahlhelm bekrönt und von stacheligen Ranken, die an eine Dornenkrone erinnert, umrahmt wird. |                                                                                           | 16.01.2017       | 61              |
|                                   | Friedhof der Zwangsarbeiter                                                    | Friedhof Büscherweg                                                              | Nach dem 2. Weltkrieg entstandener weiterer Friedhofsteil. Er liegt nordöstlich hinter dem Gefallenenfriedhof, ebenfalls auf der Talseite des Friedhofes. Auf einem Stück Wiese liegen 27 quadratische Kissensteine, auf denen – wenn bekannt – Namen und Lebensdaten stehen. | nach 1945                                                                                 | 16.01.2017       | 62              |
|                                   | Ehrenhain                                                                      | Friedhof Büscherweg                                                              | Der Ehrenhain befindet sich nordwestlich, unmittelbar vor dem Friedhof zwischen Brüder- und Büscherweg. Hier wurde für jeden gefallenen Soldaten eine Eiche gepflanzt. |                                                                                           | 25.10.2017       | 63              |
| BW                                | Villa Wirth                                                                    | Volmestraße 182 Karte                                                            | Das Denkmal umfasst das Äußere und Innere der Villa sowie das ehemalige Stallgebäude im Norden des Grundstückes, die terrassierte Gartenfläche mit Mauern, Grotte, Böschungen, Wegen und Treppen sowie die Lindenallee, den Hainbuchenlaubengang, die Schnitthecken, Solitärgehölze, Baum- und Strauchgruppen. Die Villa mit dem ehemaligen Stallgebäude und dem Garten ist bedeutend für die Geschichte des Menschen, hier für die Ortsgeschichte in Kierspe, da sie das Leben und Wirtschaften eines Fabrikanten im späten Kaiserreich auf eindrucksvolle Weise abbildet. | 1911                                                                                      | 04.09.2018       | 64              |
| BW                                | Christuskirche                                                                 | Am Denkmal 6 Karte                                                               | Putzbau auf Natursteinsockel mit aus dem Rechteck abgeleitetem Grundriss und Satteldach mit dunkler Ziegeldeckung. Der an der Südost-Seite in Art eines Campanile angebaute, schlanke Turm mit Betonpfeilern und Satteldach entstand 1962–63, der ursprüngliche Dachreiter wurde entfernt. |                                                                                           | 01.07.2020       | 65              |

## Ehemalige Denkmäler
| Bild           | Bezeichnung                             | Lage                    | Beschreibung | Bauzeit   | Eingetragen seit               | Denkmal- nummer |
| -------------- | --------------------------------------- | ----------------------- | --- | --------- | ------------------------------ | --------------- |
| BW             | Reidemeisterhaus Vollmann               | Hagener Straße 30 Karte | |           | 23.04.1985 gelöscht            | 6               |
| BW             | Relais                                  | Löh 4 Karte             | | nach 1800 | 05.03.1985 gelöscht 1996       | 11              |
|                | Russenfriedhof, Stein ohne Beschriftung | Friedhof Büscherweg     | Denkmal zur Erinnerung an die während des Zweiten Weltenkrieges in Kierspe eingesetzten Ostarbeiter und Ostarbeiterinnen.                                                                  |           | 22.07.1986 gelöscht            | 42              |
| weitere Bilder | Ehemaliger Bahnhof Vollme               | Hagener Straße          | Kleiner Bahnhof (von vor dem Ersten Weltkrieg) an der Volmetalbahn. Zweigeschossiger Fachwerkbau, zierverschiefert mit reichen Fenstergestellen und neubarocken Krüppelwalmschwebegiebeln. |           | 30.04.1987 gelöscht 15.09.2009 | 43              |